# وینزر (کارولینای جنوبی)
وینزر(به انگلیسی: Windsor) شهری در ایالت کارولینای جنوبی کشور ایالات متحده آمریکا است که جمعیت آن در سرشماری سال ۲۰۱۰ میلادی، ۱۲۱ نفر بوده‌است.